# سفرهای گالیور (فیلم ۲۰۱۰)
سفرهای گالیور عنوان فیلمی است آمریکایی با ژانر فانتزی، کمدی و ماجرایی که از تاریخ ۲۵ دسامبر سال ۲۰۱۰ اکران شده‌است. کارگردان این فیلم راب لترمن است. سفرهای گالیور از دسته فیلم‌هایی است که بر اساس یک سرزمین خیالی ساخته شده‌است. این فیلم به‌طور نه چندان مرتبطی بر اساس رمانی از جاناتان سوییفت با همین نام تولید شده‌است. بازیگران این فیلم جک بلک، امیلی بلانت، جیسون سیگل، آماندا پیت، تود جوزف میلر، کاترین تیت، بیلی کونولی، جیمز کوردن و کریس اودوود می‌باشند. با وجود این که داستان فیلم مربوط به قرن هجدهم است اما فیلم بر پایه دوره مدرن کنونی ساخته شده‌است.